# Legge di Titius-Bode
La legge di Titius-Bode (o semplicemente di Titius o di Bode) è una formula empirica che descrive con buona approssimazione i semiassi maggiori delle orbite dei pianeti del sistema solare.
La relazione fu individuata da Johann Daniel Titius nel 1766, quando aveva 37 anni, ma fu pubblicata formalmente da Johann Elert Bode nel 1772, da cui il nome.

## Formulazione originaria
La formulazione originale era:
{\displaystyle a={\frac {n+4}{10}}} ossia {\displaystyle a={(n+4)}:{10}}
Dove a è la distanza dei vari pianeti dal Sole (più precisamente, il semiasse maggiore della loro orbita in unità astronomiche) e n assume i valori 0, 3, 6, 12, 24, 48, 96, 192. In questa successione, ogni numero, tranne il 3, è il doppio del precedente.
Per n=0 si ha: {\displaystyle a={(0+4)}:{10}=0,4} (distanza di Mercurio)
Per n=3 si ha: {\displaystyle a={(3+4)}:{10}=0,7} (distanza di Venere)
Per n=6 si ha: {\displaystyle a={(6+4)}:{10}=1} (distanza della Terra, assunta come unità di misura)
Per n=12 si ha: {\displaystyle a={(12+4)}:{10}=1,6} (distanza di Marte)
Per n=24 si ha: {\displaystyle a={(24+4)}:{10}=2,8} (all'epoca non era noto nessun corpo celeste a questa distanza; solo nel 1801 fu scoperto Cerere e in seguito la fascia principale degli asteroidi, che grossomodo hanno una distanza di 2,8, e ciò fu interpretato come una conferma della validità della sequenza di Titius)
Per n=48 si ha: {\displaystyle a={(48+4)}:{10}=5,2} (distanza di Giove)
Per n=96 si ha: {\displaystyle a={(96+4)}:{10}=10} (distanza di Saturno)
All'epoca non era noto nessun pianeta oltre l'orbita di Saturno. Nel 1781 fu scoperto Urano, esattamente alla distanza prevista dalla sequenza di Titius, e ciò fu interpretato come una conferma della sua validità.
Per n=192 si ha: {\displaystyle a={(192+4)}:{10}=19,6} (distanza di Urano)

## Formulazione moderna
Assumendo la distanza media tra la Terra e il Sole pari ad una unità astronomica, i semiassi maggiori ({\displaystyle d_{i}}) delle orbite di ciascun pianeta seguono approssimativamente la relazione:
{\displaystyle d_{i}=0,4+0,3\times 2^{i}}
dove {\displaystyle i=-\infty ,0,1,2...}

## Confronto con le osservazioni
Nel prospetto sottostante si pongono a confronto i valori forniti dalla legge di Titius e quelli realmente osservati. Anche in questo caso, per distanza si intende il semiasse maggiore dell'orbita.
| Pianeta         | k * | Distanza teorica | Distanza osservata |
| --------------- | --- | ---------------- | ------------------ |
| Mercurio        | 0   | 0,4 UA           | 0,39 UA            |
| Venere          | 1   | 0,7 UA           | 0,72 UA            |
| Terra           | 2   | 1,0 UA           | 1,00 UA            |
| Marte           | 4   | 1,6 UA           | 1,52 UA            |
| Cerere          | 8   | 2,8 UA           | 2,77 UA            |
| Giove           | 16  | 5,2 UA           | 5,20 UA            |
| Saturno         | 32  | 10,0 UA          | 9,54 UA            |
| Urano           | 64  | 19,6 UA          | 19,2 UA            |
| Nettuno Plutone | 128 | 38,8 UA          | 30,1 UA 39,5 UA    |
| Eris            | 256 | 77,2 UA          | 67,7 UA            |

{\displaystyle ^{*}k=2^{i}}
Fra gli otto pianeti, Nettuno è l'unico a discostarsi in maniera rilevante dal valore teorico, che corrisponde invece con migliore precisione al semiasse maggiore dell'orbita di Plutone.

## La "polizia celeste" (Himmelspolizey)
All'epoca della scoperta la legge era soddisfatta da tutti i pianeti noti all'epoca, da Mercurio a Saturno, ma c'era un vuoto tra Marte e Giove. Un'importante conferma si ebbe nel 1781 quando William Herschel scoprì, al di là dell'orbita di Saturno, il pianeta Urano che occupava esattamente la posizione prevista dalla legge di Titius. In seguito a questa conferma, Bode segnalò come urgente la necessità di scoprire il pianeta mancante nello spazio tra il quarto ed il quinto pianeta allora conosciuti. 
Al primo congresso degli astronomi europei, nel 1798, il matematico francese Jérôme Lalande chiese una ricerca coordinata, per la quale ogni osservatorio coinvolto doveva ricercare nuovi pianeti in una specifica parte del cielo. Nel 1800, durante il secondo congresso astronomico europeo fu istituita la Himmelspolizey ("polizia celeste"), basata sulla cooperazione tra numerosi osservatori europei per la ricerca sistematica di corpi celesti ancora sconosciuti. Vi figuravano importanti membri come William Herschel, l'astronomo reale britannico Nevil Maskelyne, Charles Messier, e Heinrich Olbers. Il compito più importante della polizia celeste era il rilevamento sistematico del cielo stellato attorno all'eclittica per trovare un piccolo pianeta sospettato di trovarsi tra le orbite di Marte e Giove, la cui esistenza era dedotta dalla sequenza di Titius-Bode. La Società assegnò a ciascun osservatorio una regione di 15° dello zodiaco per cercare il pianeta mancante. 
Proprio mentre il gruppo si stava organizzando, nel 1801 Giuseppe Piazzi scoprì Cerere, il pianeta nano più interno, esattamente nel posto in cui era previsto dalla legge di Titius-Bode. Negli anni successivi, i membri della polizia celeste trovarono e identificarono altri tre oggetti in orbite simili, che furono chiamati Pallade, Giunone e Vesta: era l'inizio della scoperta della fascia degli asteroidi.
In seguito alla scoperta di Urano e della fascia degli asteroidi, la legge di Titius-Bode, pur essendo stata ricavata empiricamente, godette quindi di generale consenso fino alla scoperta di Nettuno nel 1846, che invece non corrispondeva alle previsioni.

## Giustificazione teorica della legge

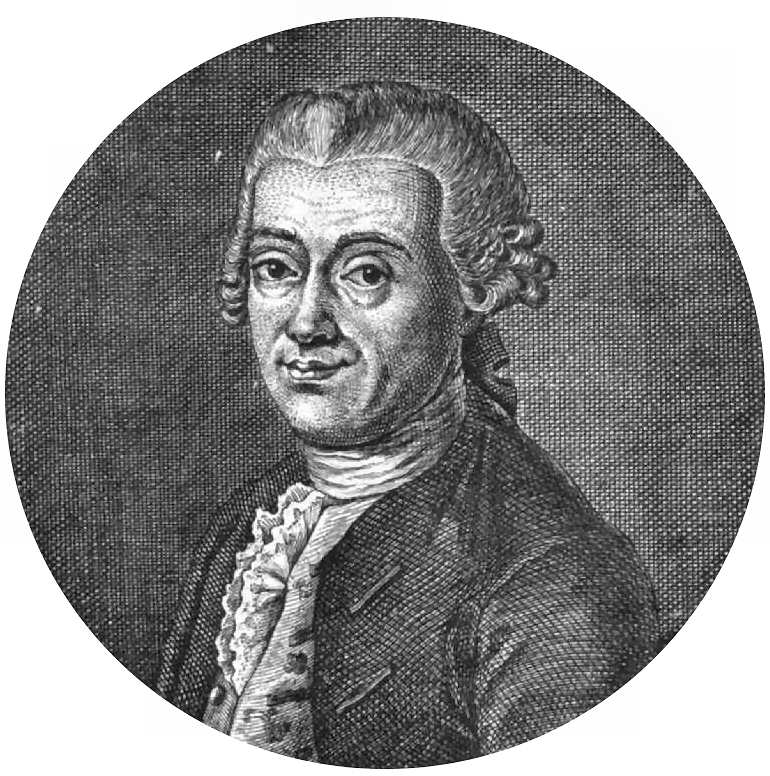
Johann Daniel Titius

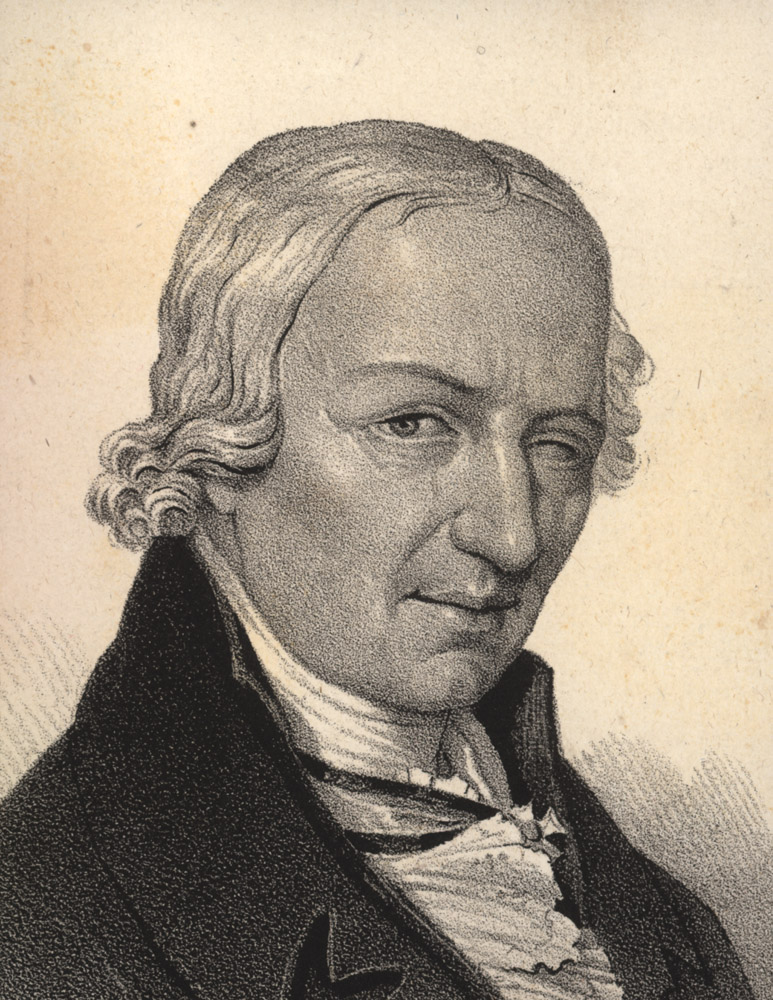
Johann Elert Bode

Non esistono teorie confermate che giustifichino la legge di Titius-Bode.
La spiegazione attualmente più accreditata per la legge è che la risonanza orbitale dei pianeti esterni crei regioni attorno al Sole prive di orbite stabili a lungo termine. Simulazioni della formazione ed evoluzione del sistema solare sembrano accreditare l'ipotesi che la legge di Titius-Bode possa derivare direttamente dai meccanismi di formazione planetaria.
Una prima verifica sperimentale positiva su altri sistemi planetari si è avuta sulla pulsar PSR B1257+12.
La legge è materia di studio per la statistica, poiché ricade in una categoria di problemi in cui i dati disponibili non sono sufficienti per una descrizione formale.

### Applicazione della legge di Titius-Bode a sistemi planetari extrasolari
Gli scienziati discutono da più di duecento anni per capire se la sequenza di Titius sia scientificamente verificabile o solo una pura coincidenza. L'occasione per aiutare a trovare una risposta a questo quesito è venuta dallo studio di sistemi planetari diversi dal Sistema Solare: con l'aiuto dei moderni metodi di osservazione, vengono scoperti continuamente nuovi esopianeti e sistemi planetari distanti. Nella Scienza, il valore di una teoria è confermato quando consente di fare previsioni corrette. Questo è esattamente il caso della formula di Titius-Bode. Nel Sistema Solare, all'epoca di Titius, al quinto posto della sequenza non era nota l'esistenza di nessun pianeta, ma è proprio in quella posizione che qualche decennio dopo Giuseppe Piazzi ha trovato Cerere e poi, man mano è stata messa a fuoco l'esistenza della fascia principale degli asteroidi. Anche nel caso dello studio delle distanze di esopianeti dalla loro stella si è verificato un caso simile a quello della scoperta di Cerere.
Gli astronomi guidati da Tim Bovaird dell'Australian National University di Canberra hanno appunto analizzato ventisette sistemi planetari extrasolari; al termine dello studio è risultato evidente che questi seguono principalmente la formula di Titius-Bode, in modo anche più preciso rispetto ai corpi celesti nel nostro sistema planetario: quasi il 96%. In ventidue dei ventisette sistemi esaminati, i pianeti sono allineati secondo la regola di Titius-Bode. La regola Titius-Bode non si applica in soli tre casi. Rispetto al Sistema Solare, quei i sistemi planetari presi in considerazione sono molto più compatti: in essi, quattro o cinque pianeti orbitano attorno alla stella centrale all'interno dell'orbita di Mercurio.
Poiché il periodo orbitale e la dimensione massima dei possibili pianeti vicini derivano dalla serie Titius-Bode, gli astronomi hanno previsto l'orbita di un pianeta sconosciuto nel sistema KOI 2722. Due mesi dopo, questo pianeta extrasolare è stato trovato con il telescopio spaziale Kepler

### Applicazione ai sistemi di satelliti naturali
I giganti gassosi possiedono estesi sistemi di satelliti naturali che potrebbero essersi formati attraverso un meccanismo simile a quello di formazione dei pianeti stessi.
I quattro satelliti medicei di Giove ed il grande satellite più interno, Amaltea, seguono una progressione regolare, ma non secondo la legge di Titius-Bode; inoltre i quattro satelliti più interni hanno i periodi orbitali interdipendenti, e ciascuno pari al doppio del satellite precedente. L'intero sistema è in risonanza con Callisto.
Anche i principali satelliti naturali di Urano presentano distanze orbitali regolari, ma non secondo Titius-Bode.

### La verifica sul sistema planetario della pulsar PSR B1257+12
La PSR B1257+12 è una stella di neutroni in rapida rotazione e ha una massa di poco superiore a quella del Sole compressa in una sfera di soli 10 km di raggio. La pulsar può avere avuto origine solo dall'esplosione di una supernova che distrusse l'eventuale sistema planetario della stella. I pianeti attualmente associati alla pulsar dovrebbero quindi essersi formati dai resti di una stella compagna disintegrata dalla pulsar stessa.
I tre pianeti non sono osservabili direttamente, ma sono rilevati indirettamente dal modo in cui modificano il periodo degli impulsi della pulsar orbitando attorno ad essa. Le variazioni del periodo permettono di stabilire che i tre pianeti compiono le loro rivoluzioni a distanze dalla pulsar di 0.47, 0.36 e 0.19 UA. Tsevi Mazeh e Itzhak Goldman ricercatori dell'Università di Tel Aviv hanno osservato che il rapporto fra queste distanze (cioè: 1 : 0.77 : 0.4) è estremamente vicino al rapporto delle distanze di Terra, Venere e Mercurio dal Sole, che è di 1 : 0.72 : 0.39 UA. Inoltre come il nostro sistema planetario, anche quello della PSR B1257+12 presenta due pianeti più esterni di massa pressappoco uguale e un compagno interno di massa molto minore.
La legge di Titius-Bode, quindi, funziona anche per la PSR B1257+12 e ciò induce a pensare alla possibile esistenza di una legge universale per la formazione dei sistemi planetari. Se il sistema funziona per stelle così diverse come una pulsar e il nostro Sole, ci sono probabilità che possa funzionare per tutte le stelle.